# Trimeresurus sabahi
Espèce
Synonymes
- Trimeresurus popeiorum sabahi Regenass & Kramer, 1981
- Popeia sabahi Regenass & Kramer, 1981

Trimeresurus sabahi est une espèce de serpents de la famille des Viperidae. 

## Répartition
Cette espèce est endémique de Malaisie orientale à Bornéo. Elle se rencontre dans les États du Sabah et du Sarawak.
Sa présence est incertaine dans la partie indonésienne de l'île.

## Description
C'est un serpent venimeux.
Ce serpent, comme les vipères en Europe, utilise son venin principalement pour tuer ses proies, de préférence des oiseaux et des grenouilles ; mais il peut aussi l'utiliser pour se défendre, parfois contre l'homme chez qui une morsure peut être dangereuse : douleur insoutenable mais non constante et qui décroît rapidement (fort heureusement, cette morsure n'est mortelle que dans de très rares cas).

## Publication originale
- Regenass & Kramer, 1981 : Zur Systematik der grünen Grubenottern der Gattung Trimeresurus (Serpentes, Crotalidae). Revue Suisse de Zoologie, vol. 88, no 1, p. 163-205 (texte intégral).